# Carcharhinus obscurus
Carcharhinus obscurus là một loài cá mập trong chi Carcharhinus. Loài cá này phân bố ở biển lục địa nhiệt đới và ôn đới ấm trên toàn thế giới. Một động vật ăn thịt đầu bảng có chế độ ăn phong phú, loài cá mập này có thể được tìm thấy từ bờ biển đến thềm lục địa ngoài khơi và các vùng nước kế cận.